# Auferstehungskirche (Kaliningrad)
Die Auferstehungskirche (russisch Церковь Воскресения) in Kaliningrad ist eine evangelisch-lutherische Kirche. Sie ist die Hauptkirche der Propstei Kaliningrad. In der Kirche haben rund 450 Menschen Platz.

## Geschichte
Der Bau wurde im Dezember 1996 begonnen. Als Architekt wurde Pawel Gorbatsch in Kaliningrad verpflichtet. Die offizielle Einweihung fand am 11. April 1999 statt.
Im Jahr 2008 erhielt die Kirche eine Orgel. Diese stammt aus dem evangelischen Gemeindehaus in Norddorf auf Amrum in Deutschland. Sie wurde von der Firma Kemper (Lübeck) gebaut.